# Sotto il tallone
Sotto il tallone (La métamorphose des cloportes) è un film del 1965 diretto da Pierre Granier-Deferre.

## Trama
Alphonse, ladro specializzato in furti di opere d'arte, organizza un grosso colpo con tre suoi colleghi, abituati a furti più semplici e per questo non preparati.
Il colpo fallisce mestamente ma, per una serie di circostanze, solo Alphonse finisce in prigione. Gli altri tre intanto si danno alla bella vita. Dopo cinque anni di cella Alphonse esce e il suo obiettivo è vendicarsi dei suoi tre complici. Riesce nel suo intento ma un intoppo finale lo porterà di nuovo in carcere.